# Лагуна-Бич (Флорида)
Лагуна-Бич (англ. Laguna Beach) — статистически обособленная местность, расположенная в округе Бей (штат Флорида, США) с населением в 2909 человек по статистическим данным переписи 2000 года.

## География
По данным Бюро переписи населения США статистически обособленная местность Лагуна-Бич имеет общую площадь в 6,99 квадратных километров, из которых 6,73 кв. километров занимает земля и 0,26 кв. километров — вода. Площадь водных ресурсов округа составляет 3,72 % от всей его площади.
Статистически обособленная местность Лагуна-Бич расположена на высоте 7 м над уровнем моря.

## Демография
По данным переписи населения 2000 года в Лагуна-Бич проживало 2909 человек, 823 семьи, насчитывалось 1366 домашних хозяйств и 3881 жилой дом. Средняя плотность населения составляла около 416,17 человек на один квадратный километр. Расовый состав населённого пункта распределился следующим образом: 95,05 % белых, 0,83 % — чёрных или афроамериканцев, 1,20 % — коренных американцев, 1,34 % — азиатов, 1,34 % — представителей смешанных рас, 0,24 % — других народностей. Испаноговорящие составили 0,86 % от всех жителей статистически обособленной местности.
Из 1366 домашних хозяйств в 19,6 % воспитывали детей в возрасте до 18 лет, представляли собой совместно проживающие супружеские пары, в 7,8 % семей женщины проживали без мужей, не имели семей. 30,7 % от общего числа семей на момент переписи жили самостоятельно, при этом 11,5 % составили одинокие пожилые люди в возрасте 65 лет и старше. Средний размер домашнего хозяйства составил 2,13 человек, а средний размер семьи — 2,60 человек.
Население статистически обособленной местности по возрастному диапазону по данным переписи 2000 года распределилось следующим образом: 16,9 % — жители младше 18 лет, 7,4 % — между 18 и 24 годами, 27,7 % — от 25 до 44 лет, 27,8 % — от 45 до 64 лет и 20,2 % — в возрасте 65 лет и старше. Средний возраст жителей составил 44 года. На каждые 100 женщин в Лагуна-Бич приходилось 99,5 мужчин, при этом на каждые сто женщин 18 лет и старше приходилось 98,4 мужчин также старше 18 лет.
Средний доход на одно домашнее хозяйство статистически обособленной местности составил 34 875 долларов США, а средний доход на одну семью — 41 629 долларов. При этом мужчины имели средний доход в 26 294 доллара США в год против 20 488 долларов среднегодового дохода у женщин. Доход на душу населения статистически обособленной местности составил 34 875 долларов в год. 11,5 % от всего числа семей в населённом пункте и 14,8 % от всей численности населения находилось на момент переписи населения за чертой бедности, при этом 17,2 % из них были моложе 18 лет и 12,2 % — в возрасте 65 лет и старше.